# Обыкновенное волшебство
«Обыкновенное волшебство» (англ. Ordinary Magic) — канадский кинофильм 1993 года. Экранизация произведения, автор которого — Малкольм Боссе.

## Сюжет
После того как умирает его отец, Ганеш перебирается из Индии, где он рос, в Канаду к своей тёте. Пока он пытается привыкнуть к новой жизни, его ожидают новые неприятности — дому его тёти угрожает снос, чтобы расчистить место для строительства лыжного курорта. Ганеш объявляет голодовку.

## Создатели фильма

### В ролях
- Райан Рейнольдс — Ганеш
- Гленн Хидли — тётя Шарлотта
- Дэвид Фокс — отец / Уоррен
- Анвер Жамель — бегун
- Камалини Селвараджан — индийская учительница
- Силлайоор Селвараджан — доктор
- Денавака Хамин — Вани
- Хит Лэмбертс — мэр
- Джо Ронцетти — Том
- Лес Руби — Питки
- Рон Уайт — Рик
- Марк Уилсон — мистер Харрис
- Кара Пифко — Люси

### Съёмочная группа
- Режиссёр — Джайлз Уокер
- Авторы сценария — Малкольм Боссе, Джефферсон Льюис
- Продюсеры — Пол Стефенс, Марк Уайнмейкер
- Режиссёр-постановщик — Валанн Риджуэй
- Редактор — Ральф Бранджес
- Композитор — Майкл Данна
- Оператор — Пол Саросси
- Костюмер — Кэтрин Фризелл

## Номинации
| Год  | Событие            | Номинация                      | Номинант         |
| ---- | ------------------ | ------------------------------ | ---------------- |
| 1994 | Кинопремия «Джини» | Лучший адаптированный сценарий | Джефферсон Льюис |